# Mircea Axente (Fußballspieler, 1987)
Mircea Ionuț Axente (* 14. März 1987 in Tulcea) ist ein rumänischer ehemaliger Fußballspieler auf der Mittelstürmer-Position.

## Karriere
Im Jahr 2006 wechselte Axente von CFR Timișoara zum Lokalrivalen FC Timișoara, der in der höchsten rumänischen Fußballliga, der Liga 1, spielte. Um Spielpraxis zu sammeln, wurde er zunächst in der zweiten Mannschaft eingesetzt, später an FCM Reșița und CS Buftea in der Liga 2 verliehen, wo er seine Torgefährlichkeit unter Beweis stellte. Nachdem er Leihweise für Gloria Buzău und Oțelul Galați in der Liga 1 gespielt hatte, stand er seit Sommer 2010 wieder im Kader des FC Timișoara. In der Hinrunde der Saison 2010/11 wurde er zum Stammspieler. Am Saisonende wurde sein Team Vizemeister hinter Oțelul Galați, musste aber aufgrund eines Lizenzentzugs absteigen. Axente blieb in Timișoara und schloss die Spielzeit 2011/12 auf dem ersten Platz ab. Der Aufstieg blieb dem Klub aber aufgrund von Steuerschulden verwehrt, so dass Axente zum Erstligisten Dinamo Bukarest wechselte. Zu Beginn der Saison 2013/14 war er zunächst ohne Verein, ehe ihn im August 2013 der FC Viitorul Constanța unter Vertrag nahm. Dort erzielte er sieben Tore in 27 Spielen und sicherte sich mit seinem Team den Klassenverbleib. Anschließend verpflichtete ihn im Sommer 2014 der zyprische Erstligist Ermis Aradippou. Dort kam er in den ersten Spielen nicht zum Einsatz und kehrte Anfang September 2014 nach Rumänien zurück, wo ihn Aufsteiger ASA Târgu Mureș unter Vertrag nahm. Mit ASA beendete er die Saison 2014/15 als Vizemeister hinter Steaua Bukarest. Nach der Hinrunde 2015/16 verließ er den Klub zu Maccabi Netanja nach Israel. Mit Maccabi musste er am Saisonende absteigen. Axente kehrte nach Rumänien zurück und schloss sich Aufsteiger Gaz Metan Mediaș an. Anfang 2017 verließ er Gaz Metan wieder und schloss sich dem saudischen Erstligisten Al Faisaly FC an. Im Januar 2018 folgte dann die Rückkehr in die Heimat zum rumänischen Erstligisten FC Botoșani.